# Christopher von Deylen
Christopher von Deylen (né le 15 octobre 1970 à Visselhövede) est un musicien, compositeur et producteur allemand. Membre et directeur[Quoi ?] du groupe de musique électronique Schiller, il a également une carrière solo et a aussi réalisé deux albums en duo avec Harald Blüchel.

## Biographie
À sept ans, Christopher von Deylen reçoit un piano de son grand-père puis des leçons. Son professeur de piano est musicalement très ouvert d'esprit et, comme lui, un ami de la musique électronique. Von Deylen grandit en écoutant les sons de Tangerine Dream, Kraftwerk, Kitarō et Jean-Michel Jarre ; leur musique sert de base à ses compositions ultérieures. À seize ans, il irrite le public lors d'un concert à l'école de musique classique : en plus de ses premières compositions électroniques, il montre des images du premier atterrissage habité sur la lune dans un diaporama psychédélique. Il travaille comme musicien et ingénieur du son dans le groupe du lycée.
Après l'abitur en 1990, Christopher von Deylen commence des études culturelles appliquées avec une spécialisation en musique à Lunebourg. Pendant ce temps, il fait la connaissance de l'éditeur de musique Peter Meisel et est initié au Studio-Szene de Hambourg. Deylen acquiert une expérience de travail en studio dans les studios d'enregistrement Boogie Park et Château du Pape.
En 1994, il sort sous le pseudonyme F.L.Y. son premier single, Feel the Rhythm, qui n'est pas un succès. Suit le projet dance TANK ; avec le single Can U Feel the Bass, il fait un top 20 dans les charts allemands en 1997. Il produit des séquences pour Die Prinzen et Sin with Sebastian. Pour la pièce radiophonique MDR Herr der Fliegen, il produit un remix de Hey Little Girl d'Icehouse et une reprise de Moments in Love d'Art of Noise.
En 1998, von Deylen fonde le projet musical Schiller. Sa percée a lieu en 2001 avec l'album Weltreise. Il est numéro un dans les charts allemands pendant plus de quatre semaines. Avec Schiller, il collabore notamment avec Peter Heppner, Mike Oldfield, Thomas D, Sarah Brightman, Isgaard Marke, Lang Lang, Kim Sanders, Xavier Naidoo, Klaus Schulze, Midge Ure, Unheilig, Kate Havnevik, Meredith Call… Les paroles de For You, la dernière chanson du CD 2 de l'album Future, sont écrites par Sharon Stone, qui surprend Christopher von Deylen avec une demande à son manager lors de son séjour à Los Angeles.
L'album Future est réalisé aux abords du désert de Mojave. À maintes reprises, l'artiste trouve l'inspiration pour ses compositions en voyageant dans des lieux insolites. Par exemple, l'album Breathless est créé sous les impressions d'un voyage de quatre semaines dans l'Arctique sur le navire de recherche FS Polarstern, auquel Von Deylen et une équipe de chercheurs marins participent en juillet 2009.
En plus des albums studio proprement dits, Von Deylen compose un ou deux albums par tournée depuis 2004, qui sont joués en arrière-plan avant le concert respectif et sont disponibles sur CD sous le titre Einlassmusik avec le numéro séquentiel correspondant. Son album de musique d'entrée de l'été 2014 porte le numéro 10 et est composé pour la tournée de Klangwelten fin 2013.
Un autre projet est la collaboration avec Harald Blüchel, avec qui Deylen publie les albums Mare Stellaris et BiPolar en 2004 et 2006. Il compose par ailleurs la musique de la « salle à la recherche de traces » dans l'abbaye d'Ihlow.
En 2014, Christopher von Deylen quitte son appartement à Berlin et vit en itinérance.
En octobre 2020, il publie son premier album solo, Colors, qui est numéro un des ventes en Allemagne.

## Discographie
Album
- 2020 : Colors